# 青山駅 (岩手県)
青山駅（あおやまえき）は、岩手県盛岡市青山二丁目にある、IGRいわて銀河鉄道いわて銀河鉄道線の駅である。好摩駅から乗り入れる東日本旅客鉄道（JR東日本）花輪線の列車も利用可能である。
本項では東北本線時代に現在の青山駅と同位置に所在した青山信号場についても述べる。

## 歴史

### 国鉄東北本線青山信号場
- 1960年（昭和35年）11月1日：東北本線の信号場として開業[2]。
- 1964年（昭和39年）12月8日：盛岡 - 当信号場間が複線化。複線始終端型の配線となる。
- 1965年（昭和40年）8月4日：当信号場 - 厨川間が複線化されたのに伴い廃止[2]。

### IGR青山駅
- 2004年（平成16年）
  - 8月30日：国土交通省が設置認可[3]。
  - 12月18日：建設に着手[4]。
- 2006年（平成18年）3月18日：いわて銀河鉄道線の駅として開業[1]。
- 2008年（平成20年）3月18日：前九年口を開設するとともに、西口を青山口、東口を上堂口に改称[5]。
- 2015年（平成27年）
  - 11月16日：IGR本社が当駅南口に新設された駅舎2階及び3階へ移転、及び南口駐輪場と連絡通路（厨川中学校方面）供用開始。また、駅出入口は「青山口」が「青山北口」に、駅舎に併設された改札は「青山南口」となった[6]。
  - 11月20日：駅舎内の飲食店と物販店が開業[7]。

## 駅構造
相対式ホーム2面2線を有する地上駅である。
盛岡駅管理の社員配置駅。青山北口・青山南口・上堂口・前九年口の4箇所の出入口があり、青山北口と青山南口が下りホームに、上堂口と前九年口が上りホームに接続している。エレベーターは設置されていないが、それぞれのホームに接続する出入口までのスロープが設置されている。
青山北口には駅事務室および出札窓口が設置されており、一部の時間帯を除き、盛岡駅から職員が配置される。出札窓口では端末による乗車券を発売。このほか、自動券売機が設置されている。
青山南口には駅事務室があり、一部の時間帯を除き、盛岡駅の駅員が配置される。ただし、改札業務のみ行うため、乗車券は改札隣に設置された自動券売機で購入することとなる。
上堂口・前九年口には窓口は設置されていないが、自動券売機が設置されている。朝夕の時間帯には駅係員が配置されている。

### のりば
| 番線 | 路線                                | 方向 | 行先     |
| ---- | ----------------------------------- | ---- | -------- |
| 1    | ■いわて銀河鉄道線                   | 下り | 八戸方面 |
| 1    | ■花輪線                             | 下り | 大館方面 |
| 2    | ■いわて銀河鉄道線 （■花輪線を含む） | 上り | 盛岡方面 |

出入口
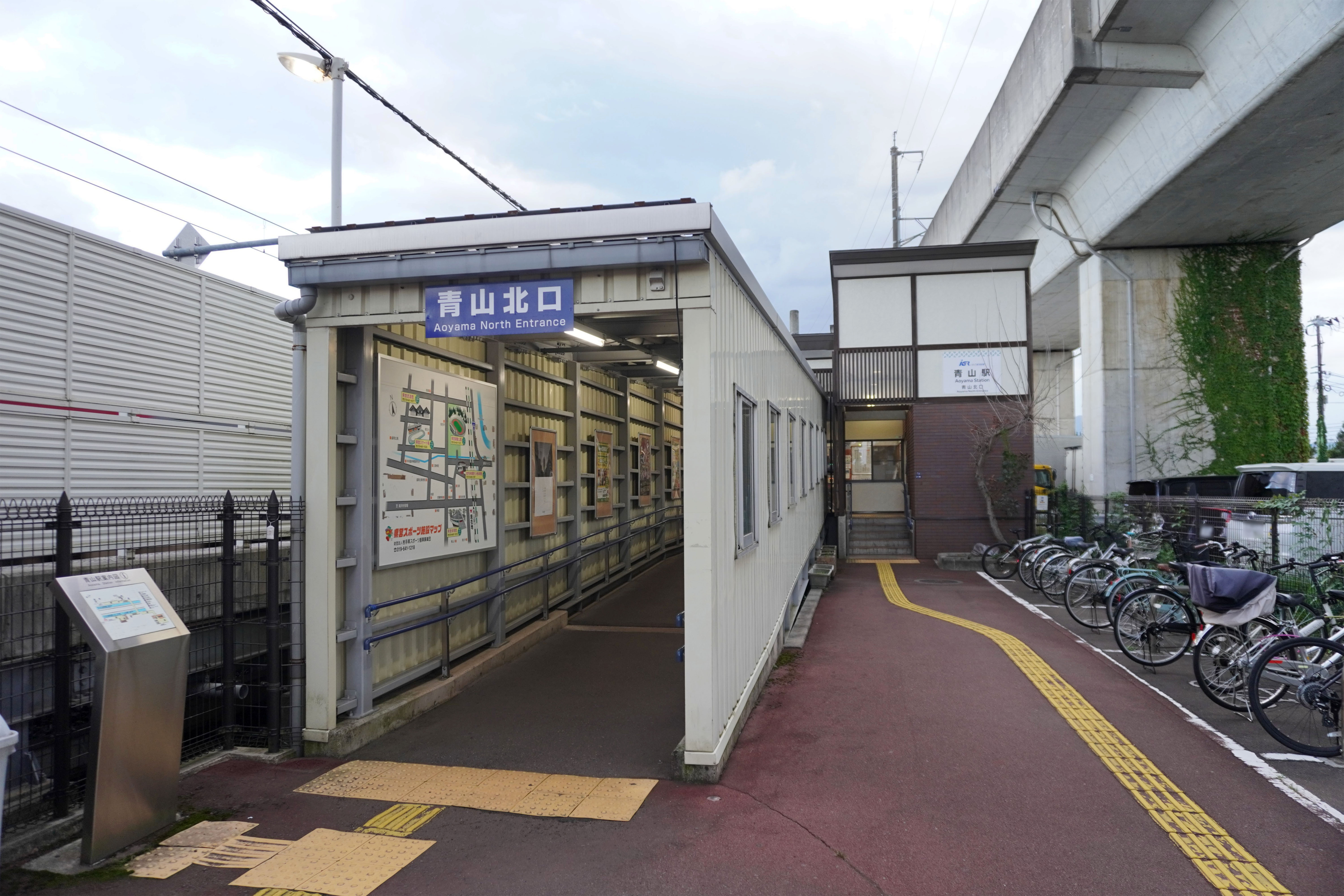
青山北口（2023年9月）
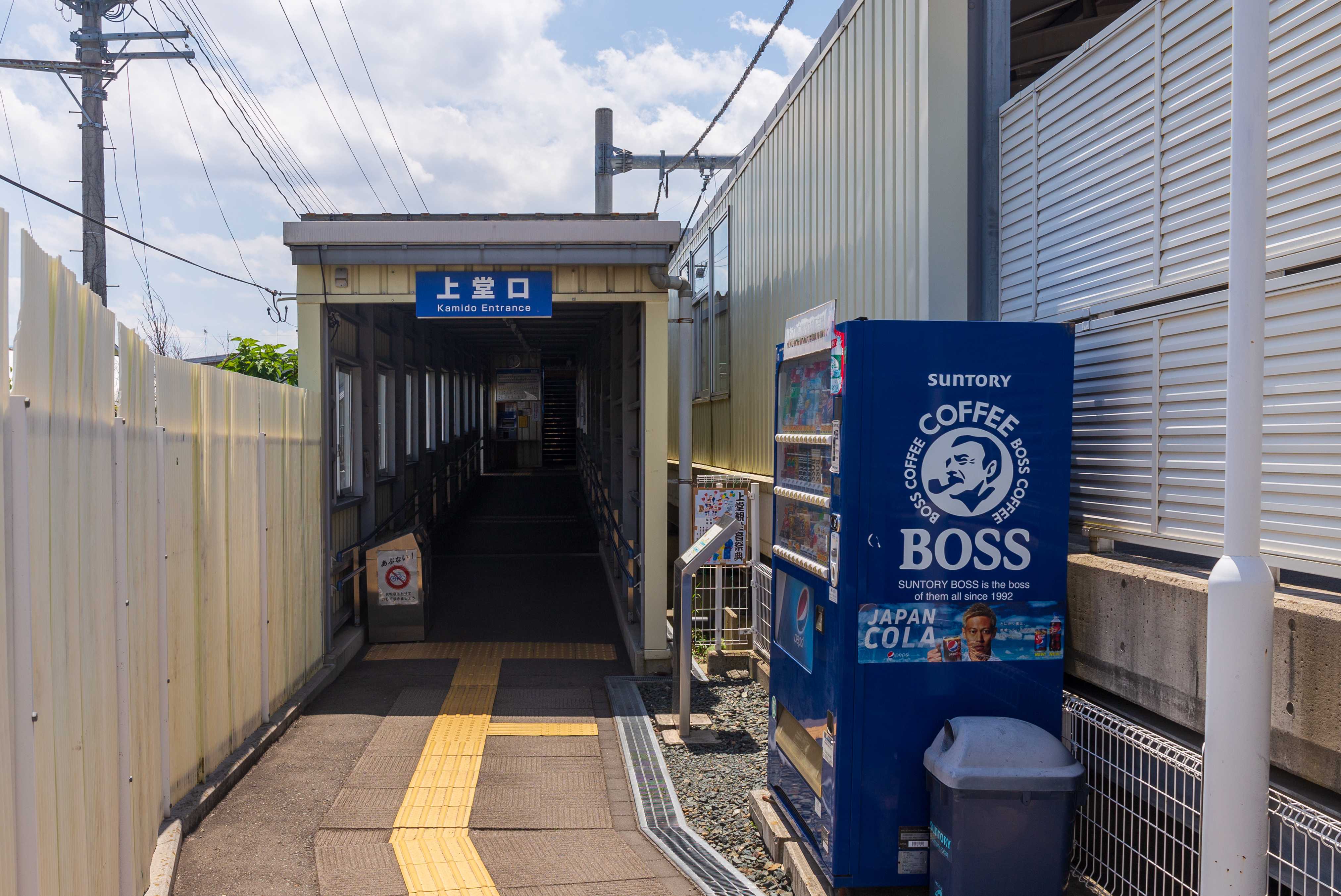
上堂口（2019年6月）
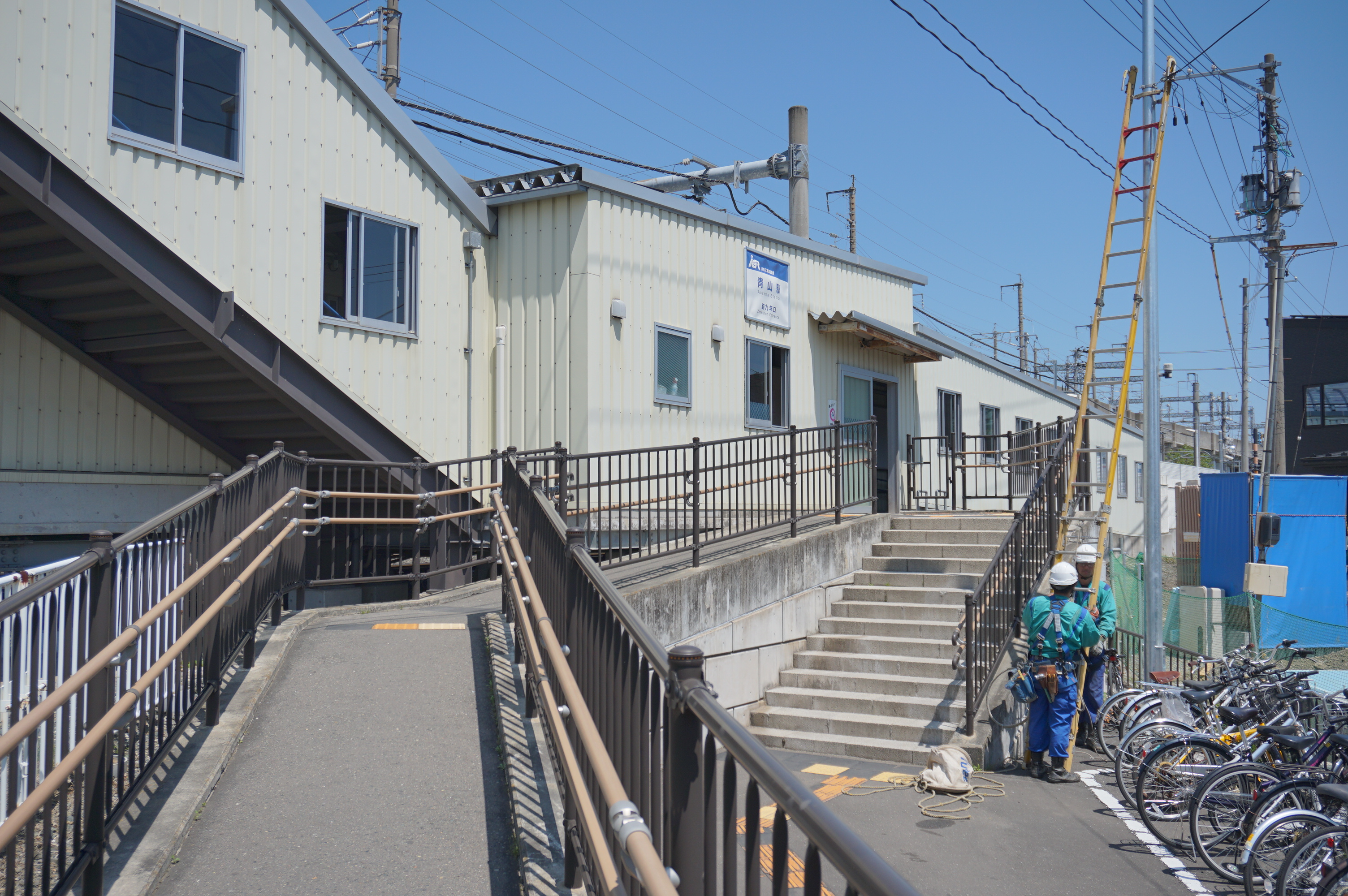
前九年口（2022年5月）

改札口・ホーム
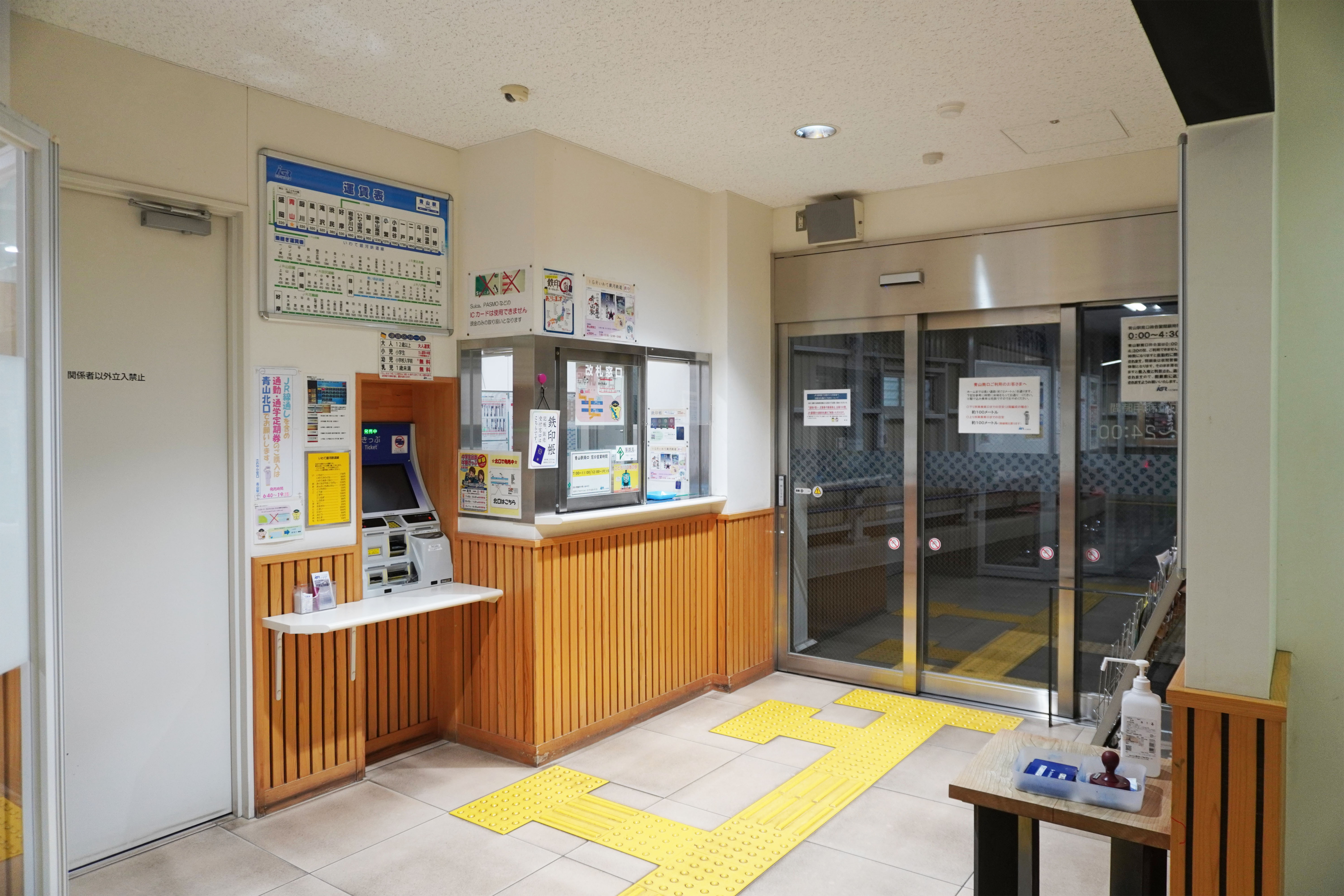
青山南口改札（2023年9月）
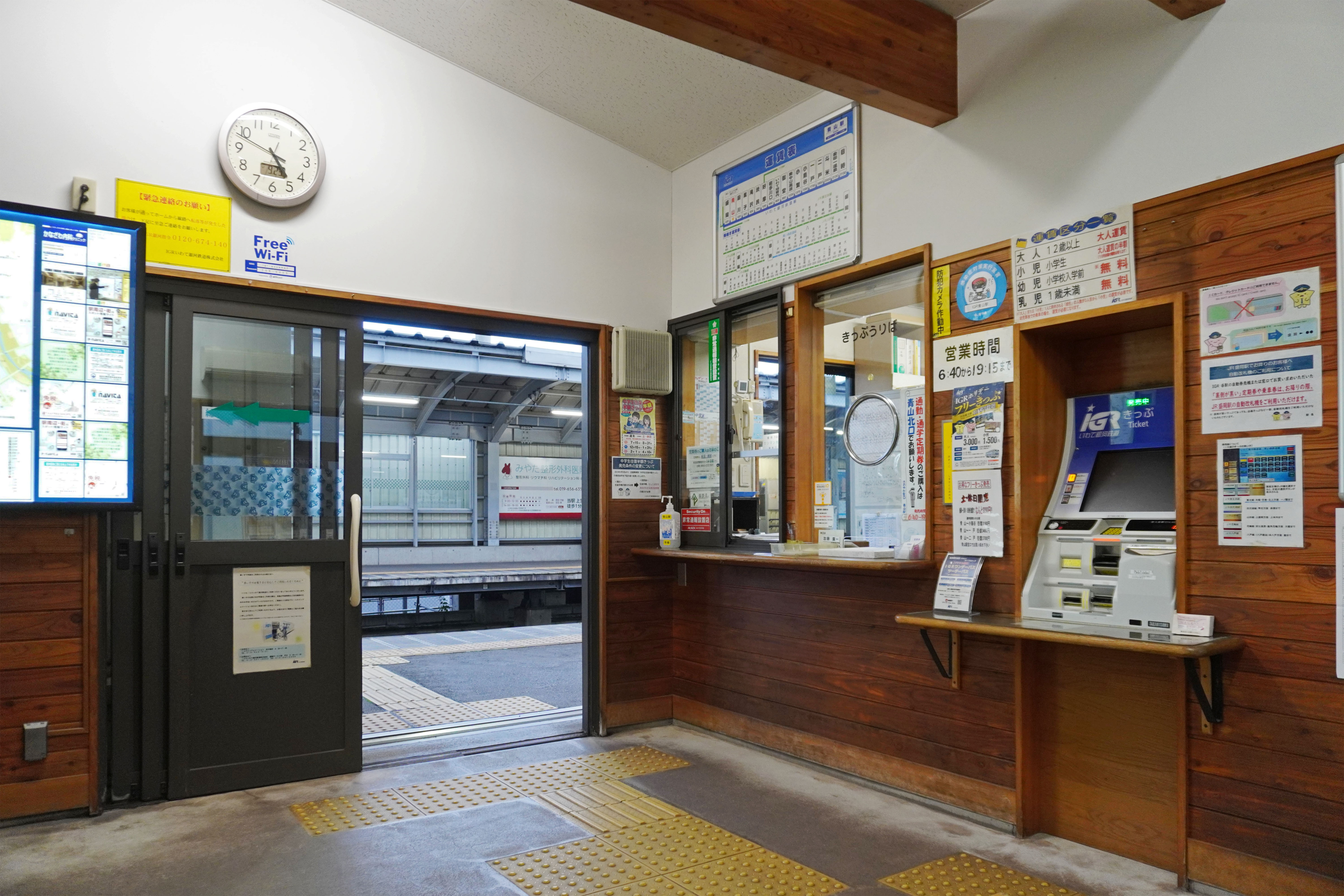
青山北口改札（2023年9月）
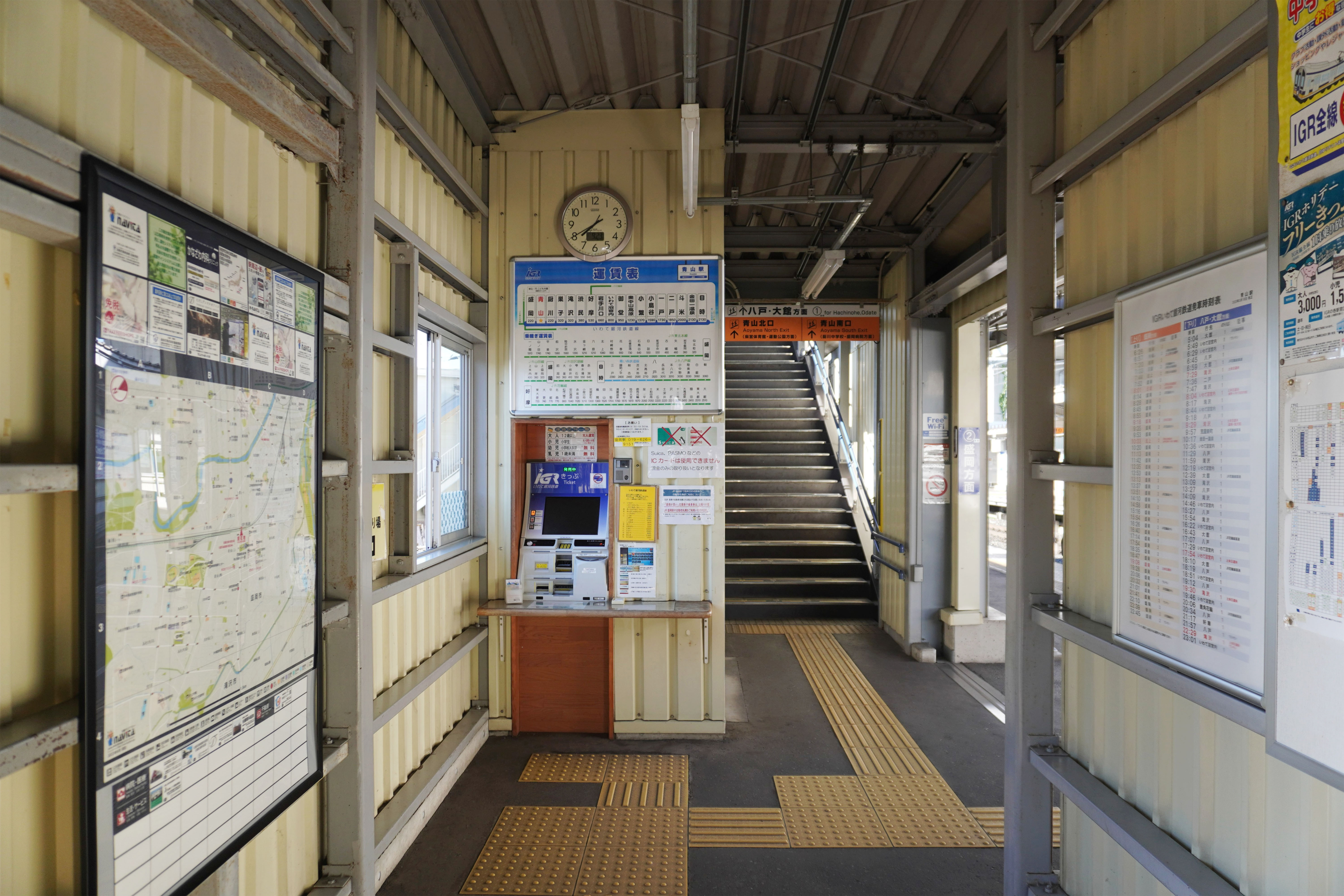
上堂口改札（2023年9月）
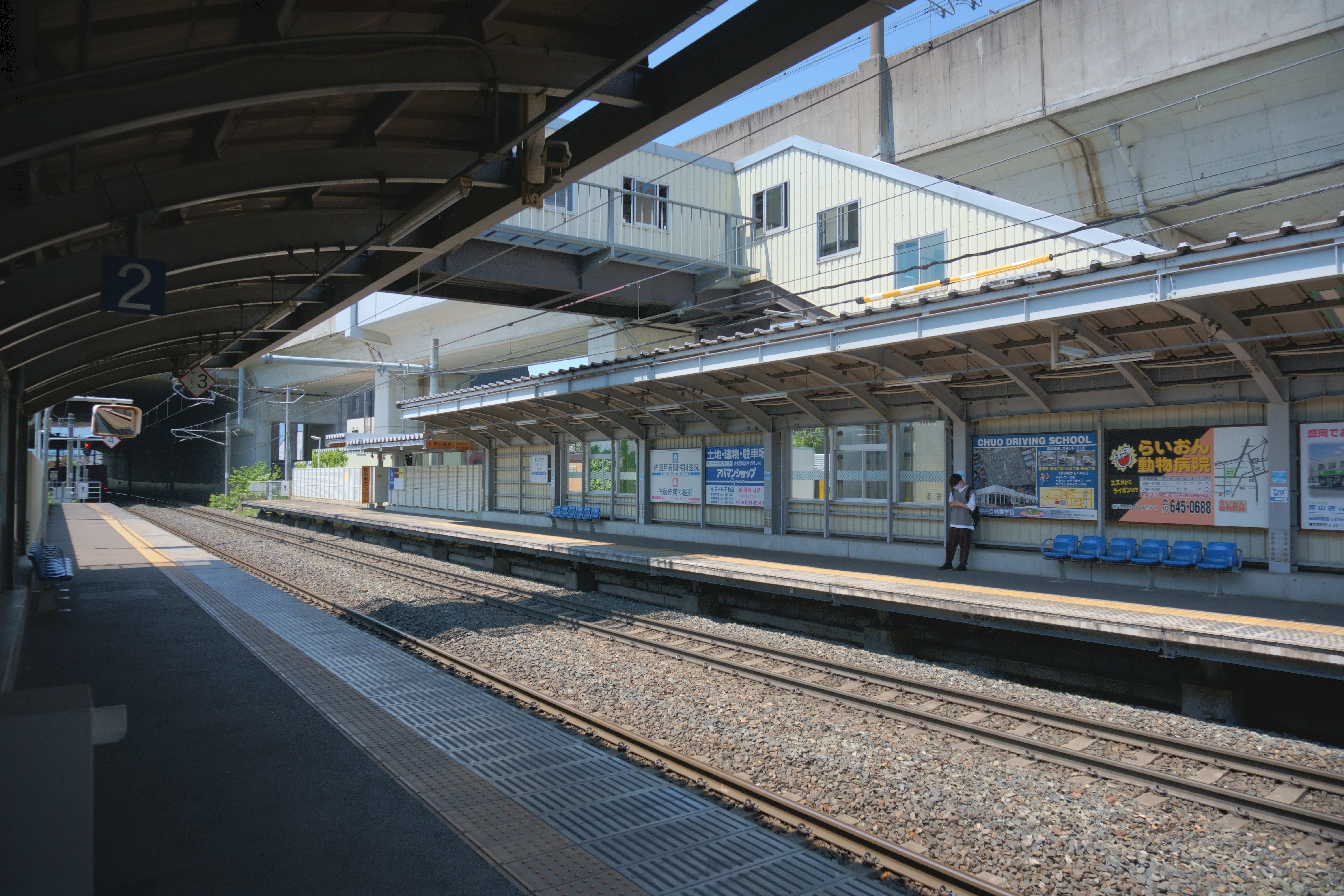
ホーム（2022年5月）

## 利用状況
IGRいわて銀河鉄道によると、2023年度（令和5年度）の1日平均乗降人員は3,195人である。
開業後の推移は以下のとおりである。
| 1日平均乗降人員推移 | 1日平均乗降人員推移 | 1日平均乗降人員推移 | 1日平均乗降人員推移 | 1日平均乗降人員推移 | 1日平均乗降人員推移 | 1日平均乗降人員推移 | 1日平均乗降人員推移 |
| 年度                | 定期                | 定期                | 定期                | 定期外              | 合計                | 備考                | 出典                |
| 年度                | 通勤                | 通学                | 合計                | 定期外              | 合計                | 備考                | 出典                |
| ------------------- | ------------------- | ------------------- | ------------------- | ------------------- | ------------------- | ------------------- | ------------------- |
| 2005年（平成17年）  | 120                 | 30                  | 150                 | 909                 | 1,059               | [ ※ 1 ]             | [ IGR 2 ]           |
| 2006年（平成18年）  | 264                 | 366                 | 630                 | 697                 | 1,327               |                     | [ IGR 3 ]           |
| 2007年（平成19年）  | 346                 | 547                 | 893                 | 727                 | 1,620               |                     | [ IGR 4 ]           |
| 2008年（平成20年）  | 455                 | 699                 | 1,154               | 743                 | 1,897               |                     | [ IGR 5 ]           |
| 2009年（平成21年）  | 495                 | 741                 | 1,236               | 789                 | 2,025               |                     | [ IGR 6 ]           |
| 2010年（平成22年）  | 534                 | 919                 | 1,453               | 854                 | 2,307               |                     | [ IGR 7 ]           |
| 2011年（平成23年）  | 530                 | 938                 | 1,468               | 884                 | 2,352               |                     | [ IGR 8 ]           |
| 2012年（平成24年）  | 626                 | 1,140               | 1,766               | 1,040               | 2,806               |                     | [ IGR 9 ]           |
| 2013年（平成25年）  | 885                 | 1,136               | 2,021               | 973                 | 2,994               |                     | [ IGR 10 ]          |
| 2014年（平成26年）  | 991                 | 1,098               | 2,089               | 918                 | 3,007               |                     | [ IGR 11 ]          |
| 2015年（平成27年）  | 1,063               | 1,092               | 2,155               | 905                 | 3,060               |                     | [ IGR 12 ]          |
| 2016年（平成28年）  | 1,110               | 1,087               | 2,197               | 948                 | 3,145               |                     | [ IGR 13 ]          |
| 2017年（平成29年）  | 1,182               | 1,168               | 2,350               | 1,011               | 3,361               |                     | [ IGR 14 ]          |
| 2018年（平成30年）  | 1,236               | 1,202               | 2,438               | 1,011               | 3,449               |                     | [ IGR 15 ]          |
| 2019年（令和元年）  | 1,307               | 1,134               | 2,441               | 934                 | 3,375               |                     | [ IGR 16 ]          |
| 2020年（令和02年）  | 1,295               | 1,027               | 2,322               | 657                 | 2,979               |                     | [ IGR 17 ]          |
| 2021年（令和03年）  | 1,319               | 1,052               | 2,371               | 638                 | 3,009               |                     | [ IGR 18 ]          |
| 2022年（令和04年）  | 1,333               | 1,053               | 2,385               | 731                 | 3,116               |                     | [ IGR 19 ]          |
| 2023年（令和05年）  | 1,421               | 983                 | 2,404               | 790                 | 3,195               |                     | [ IGR 20 ]          |
| 2024年（令和06年）  | 1,368               | 1,013               | 2,381               | 853                 | 3,234               |                     | [ IGR 1 ]           |
| 1.                  |                     |                     |                     |                     |                     |                     |                     |

## 駅周辺
公共施設など
- 岩手県営運動公園
- 岩手県営体育館
- 盛岡市役所 青山支所
- 国立病院機構盛岡病院
- 盛岡西警察署
- 盛岡西消防署
- 盛岡ふれあい覆馬場プラザ
- 盛岡北郵便局
- 盛岡青山町郵便局
- 盛岡上堂郵便局

文教施設
- 江南義塾盛岡高等学校
- 盛岡市立厨川中学校
- 盛岡市立青山小学校
- 岩手県警察学校

企業など
- 森永乳業 盛岡工場

金融機関
- 岩手銀行 青山町支店
- 北日本銀行 青山町支店
- 盛岡信用金庫 青山町支店

商業施設など
- ユニバース 青山店
- ツルハドラッグ 盛岡上堂店
- マッハランド
  - ドン・キホーテ 盛岡上堂店
  - 大阪王将 盛岡上堂店
  - モスバーガー 盛岡マッハランド店
- マイヤ 青山店
- ニトリ 盛岡店

## バス路線
最寄りのバス停留所は「青山駅」である。以下の路線が岩手県交通・岩手県北バスにより運行されている。
岩手県交通
- 213：盛岡バスセンター / 厨川駅西口

岩手県北自動車（岩手県北バス）
- D02：盛岡バスセンター / 厨川駅

その他にも徒歩至近にある停留所として、「県営体育館前」「厨川中学校前」「上堂」バス停が利用できる。

## 青山信号場
現在の青山駅と同位置にあった（駅間距離は現在の青山駅と同様）。開設当時は交換型信号場であったが、1964年に盛岡〜青山信号場が複線化されてからは複線始終端型の配線となった。

## 南口駅舎新設および当駅へのIGR本社移転について
- 「2015年度中にIGR本社を現在の盛岡市上田一丁目から同市青山二丁目の当駅隣接地（岩手県道223号盛岡滝沢線沿い）へ移転させて業務の効率化と非常時における迅速対応を図ると共に、利用客増加が著しい当駅待合室および駐輪場の混雑緩和を図るべく、IGR本社新社屋を兼ねた南口駅舎を新設する」旨が発表された[注 2]。
- IGR本社は当駅南口駅舎の2階および3階へ入居。1階は「銀河鉄道観光」と「IGRいわて銀河鉄道不動産本店」が本社移転と連動する形で入居すると共に、物販店および飲食店が入居可能なテナント・バリアフリー対応多目的トイレ・一般利用客用待合室・自動券売機・南側改札口および連絡通路・南口駐輪場・一般利用客用駐車場も整備された[注 3]。

## 隣の駅
IGRいわて銀河鉄道
■いわて銀河鉄道線・■JR花輪線（JR花輪線は盛岡駅 - 好摩駅間いわて銀河鉄道線）
盛岡駅 - 青山駅 - 厨川駅

### 記事本文